# Тенюшев, Иван Яковлевич
Ива́н Я́ковлевич Те́нюшев (19 января 1923, Алманчиково, Буинский кантон, Татарская АССР, РСФСР — 14 февраля 2016, Чебоксары, Российская Федерация) — советский, российский чувашский писатель, кандидат исторических наук.

## Биография

### Происхождение
Родился в крестьянской семье. В 1939 году окончил Батыревское педагогическое училище.

### Преподавательская деятельность
С 1967 года преподавал в Чувашском государственном университете: проводил лекционные и практические занятия по литературному редактированию, истории чувашской журналистики. В прошлые годы дополнительно вёл историю русской журналистики и дисциплину специализации «Книгоиздательское дело».

Преподаваемые дисциплины:
- литературное редактирование;
- книгоиздательское дело;
- история чувашской журналистики.

С 1939 по 1942 год работал учителем в Янтиковской начальной школе, в 1940—1942 годах — учителем Шемалаковской 7-летней школы Яльчикского района Чувашской Республики.

В 1942—1945 годах воевал на Северо-Западном, Втором Белорусском фронтах. Был трижды ранен. День Победы встретил в Будапеште. Удостоился личной благодарности маршала И. С. Конева.

В 1946 году после войны начал трудовую деятельность ответственным секретарем редакции Батыревской районной газеты. Продолжил журналистскую работу редактором Ибресинской районной газеты, республиканской молодёжной газеты, всечувашской газеты «Вучах», заведующим сектором печати обкома партии.

С 1951 по 1955 годы учился в Чувашском государственном педагогическом институте им. И. Я. Яковлева по специальности «Русский язык и литература».

С 1962 по 1964 год учился в Москве в Высшей партийной школе при ЦК КПСС на факультете журналистики по специальности «Журналистика».

С 1967 года работал совместителем в Чувашском государственном университете, продолжил работу ассистентом, старшим преподавателем.

До 1985 года работал совместителем, старшим преподавателем историко-филологического факультета Чувашского государственного университета им. И. Н. Ульянова.

В 1980 году во Львовском университете им. Ивана Франко защитил диссертацию на соискание ученой степени кандидата исторических наук.

В 1985 году присвоена должность доцента.

С 1975 по 1983 годы — заместитель декана историко-филологического факультета ЧувГУ.

С 1984 по 1998 годы работал в Чувашском книжном издательстве, являлся частным предпринимателем.

В 1998 году принят на работу доцентом факультета журналистики Чувашского госуниверситета. 

С 2002 по 2011 годы — заведующий кафедрой литературного редактирования и стилистики факультета журналистики Чувашского государственного университета. Выполняет общественное поручение председателя Совета ветеранов войны и труда университета. Одновременно в 2009—2013 годах — профессор этой кафедры, в 2013—2015 годах — профессор кафедры журналистики.
Проживал в Чебоксарах.
Скончался 14 февраля 2016 года в Чебоксарах.
Его трудовая деятельность неразрывно связана с газетно-журнальной журналистикой. Он прошел путь от ответственного секретаря Батыревской районной газеты до редактора республиканской газеты «Молодой коммунист». Работал заведующим сектором печати, телевидения и радиовещания Чувашского обкома КПСС.

Являлся основателем системы подготовки национальных журналистских кадров в Чувашской Республике и вёл подготовку журналистских кадров с 1968 года.

## Признание
- Заслуженный профессор Чувашского государственного университета им. И. Н. Ульянова
- Заслуженный работник культуры Чувашской Республики

## Общественная деятельность
В течение десяти лет руководил в качестве ректора двухгодичным университетом рабселькоров Чувашии. Являлся Председателем Совета ветеранов войны и труда Чувашского государственного университета им. И. Н. Ульянова. Считается основателем системы подготовки национальных журналистских кадров в Чувашской Республике,

## Научные труды
Тенюшев И. Я. подготовил и издал свыше десяти книг по вопросам истории, теории и практики журналистики:
- Из опыта работы школьной парторганизации. — Чебоксары: Чувашкнигоиздат, 1961. (В соавт. с В. Н. Николаевым). 2,46 уч.-изд. л.
- Литературно-публицистическая деятельность чувашского просветителя И. Я. Яковлева. — Львов: Укрполиграфинститут. — 1980. 1,0 уч.- изд. л.
- Журналистская практика. — Чебоксары: ЧувГУ им. И. Н. Ульянова, 1983. 1,16 уч.-изд. л.
- Чăваш АССРенчи ĕçялкорсен массăллă рейчĕсем (Массовые рейды рабочих и сельских корреспондентов в Чувашии). — Чебоксары: ЧувГУ им. И. Н. Ульянова, 1983. 4,75 уч.-изд. л.
- Организация самостоятельной работы студентов. — Чебоксары: ЧувГУ им. И. Н. Ульянова,1984. (В соавт. с др.).1, 0 уч.-изд. л.
- Чăвашсен малтанхи публицисчĕсем (Первые чувашские публицисты). — Чебоксары: Чувашкнигоиздат, 1987. 3,95 уч.-изд. л.
- Чувашскому книжному издательству — 70 лет. — Чебоксары: Чувашкнигоиздат, 1990. (В соавт. с А. П. Павловым). 2,1 уч.-изд. л.
- И. Я. Яковлев — публицист. — Чебоксары: Чувашкнигоиздат, 1990. 7,56 уч.-изд. л.
- Чувашскому книжному издательству — 75 лет. — Чебоксары: Чувашкнигоиздат, 1995. (В соавт. с А. П. Павловым). 3,25 уч.-изд. л.
- Зарождение, развитие публицистики и журналистики в Чувашии. — Чебоксары: ЧувГУ им. И. Н. Ульянова, 1999. (В соавт. с А. П. Даниловым). 13,5 уч.-изд. л.
- Публицистика на службе чувашскому народному делу. — Чебоксары: ЧувГУ им. И. Н. Ульянова, 2003. 13,7 уч.-изд. л.
- Чаваш публицистикипе журналистикин аталану тапхаресем. — Шупашкар: — ЧувГУ им. И. Н. Ульянова, 2004. 15,4 уч.-изд. л.

## Литературное творчество
Перевел на чувашский язык книги К. Наджми «Вешние
ветры», Л. Толстого «Детство. Отрочество. Юность», Н. Котыша «Чайка» и др. Автор более 10 книг. Основные издания:
- Ҫыхман ҫапӑ — шӑпӑр мар"
- Юратусӑр пурнӑҫ ҫук"
- Первые публицисты Чувашии.
- Тенюшев, И. Я. Вĕсем виççĕн çеç юлчĕç. Двухтомный роман на чувашском языке.

## Награды и поощрения
- Грамота Академии наук РФ, 1961 г.
- Знак «Победитель социалистического соревнования 1976 года» от имени Министерства высшего и среднего образования СССР, 1976 г.
- Почетная грамота Чувашского обкома КПСС и Совета Министров ЧР за многолетнюю плодотворную работу в органах печати, научно-педагогической деятельности, 1982 г.
- Лауреат ежегодной журналистской премии имени Семена Эльгера за книгу «Первые чувашские публицисты», 1987 г.
- Премия имени Алексея Талвира Всечувашской национальной газеты «Вучах» за очерки о родной деревне, 1992 г.
- Почетное звание «Почетный гражданин села Алманчиково», 1998 г.
- Почетное звание «Заслуженный работник культуры Чувашской Республики», 1998 г.
- Лауреат премии Чувашского государственного университета за успехи в развитии науки и техники, 2002 г.
- Нагрудный знак «За отличную работу в университете», 2006 г.
- Почетный знак Всероссийской общественной организации ветеранов войны и труда, 2006 г.
- Орден Красной Звезды и Отечественной войны 1-й степени.
- Памятный знак «300 лет российской прессы».
- Заслуженный профессор Чувашского государственного университета.